# Lac Beauvert
Pour les articles homonymes, voir Beauvert.
Le lac Beauvert, ou Beauvert Lake est un petit lac situé dans le parc national de Jasper, dans la province d'Alberta, au Canada. 
D'une superficie de 0,4 km2, il se trouve à proximité du Jasper Park Lodge appartenant au Fairmont Hotels and Resorts. Le lac se trouve à 10 minutes de route au nord-est de la ville de Jasper.

## Source
- (en) Cet article est partiellement ou en totalité issu de l’article de Wikipédia en anglais intitulé « Lac Beauvert » (voir la liste des auteurs).